# دیفئومورفیسم
در ریاضیات، یک دیفئومورفیسم (به انگلیسی: Diffeomorphism) (در فارسی معادلسازی‌هایی چون هموارریختی، وابرریختی و… برای آن پیشنهاد شده‌اند) یک یکریختی بین منیفلدهای هموار است. دیفئومورفیسم، تابعی معکوس پذیر است که منیفلدی دیفرانسیل‌پذیر را به منیفلد دیفرانسیل‌پذیر دیگری می‌نگارد به گونه ای که معکوس آن هم هموار باشد.

## تعریف
اگر دو منیفلد {\displaystyle M} و {\displaystyle N} داشته باشیم، نگاشت {\displaystyle f\colon M\rightarrow N} بین آن دو را دیفئومورفیسم گویند اگر این تابع، تناظری دو سویه باشد به گونه ای که معکوس آن، {\displaystyle f^{-1}\colon N\rightarrow M} هم تابعی دیفرانسیل پذیر باشد. اگر این توابع {\displaystyle r} بار به‌طور پیوسته دیفرانسیل پذیر باشد، {\displaystyle f} را {\displaystyle C^{r}}-دیفئومورفیسم می‌نامند.
دو منیفلد {\displaystyle M} و {\displaystyle N} را دیفئومورفیک گویند (اغلب این رابطه را با {\displaystyle M\simeq N} نمایش می‌دهند) اگر دیفئومورفیسمی چون {\displaystyle f} از {\displaystyle M} به {\displaystyle N} وجود داشته باشد. همچنین، چنین منیفلدهایی را {\displaystyle C^{r}}-دیفئومورفیک گویند اگر تناظر دوسویه ای بینشان وجود داشه باشد که خود و معکوسش {\displaystyle r} بار به‌طور پیوسته دیفرانسیل پذیر باشد.